# Bake Off Italia - Dolci in forno (settima edizione)
La settima edizione di Bake Off Italia - Dolci in forno è andata in onda dal 30 agosto al 29 novembre 2019 su Real Time. La location di quest'anno è stata Villa Borromeo d'Adda, ad Arcore.
La presentatrice della gara ha continuato ad essere Benedetta Parodi e anche il terzetto dei giudici è restato invariato (Ernst Knam, Clelia d'Onofrio e Damiano Carrara).

## Concorrenti
| Pos. | Concorrente                | Età | Occupazione            | Città             | Stato                |
| ---- | -------------------------- | --- | ---------------------- | ----------------- | -------------------- |
| 1ª   | Martina Russo              | 20  | Disoccupata per scelta | Bologna           | Vincitrice           |
| 2ª   | Hasnaa Machaar             | 28  | Operaia                | Campagna          | Seconda classificata |
| 3°   | Riccardo Pagni             | 18  | Studente               | Pieve a Nievole   | Terzo classificato   |
| 4°   | Rong Hao Wu                | 19  | Cameriere              | Milano            | Quarto classificato  |
| 5°   | Antonio Bonanno            | 28  | Commesso               | Nicolosi          | Eliminato            |
| 6ª   | Sara Gandini               | 31  | UX Designer            | Varese            | Eliminata            |
| 7°   | Antonino Orfanò            | 65  | Pensionato             | Limbadi           | Eliminato            |
| 8°   | Rosario Cucco              | 45  | Insegnante             | Castelbuono       | Eliminato            |
| 9ª   | Martina "Marty" Botticelli | 29  | Ingegnere informatico  | Roma              | Eliminata            |
| 10ª  | Alice Mancin               | 19  | Studentessa            | Muggiò            | Eliminata            |
| 11ª  | Mariangela Plebani         | 42  | Casalinga              | Bonate Sopra      | Ritirata             |
| 12ª  | Olena Romaniuk             | 30  | Modella                | Milano            | Eliminata            |
| 13°  | Daniele Baga               | 31  | Impiegato              | Castegnato        | Eliminato            |
| 14ª  | Cecilia Pongetti           | 37  | Casalinga              | Porto San Giorgio | Eliminata            |
| 15ª  | Giusy Scalia               | 32  | Centralinista          | Catania           | Eliminata            |
| 16°  | Roberto Landriscina        | 59  | Tecnico elettronico    | Cinisello Balsamo | Eliminato            |
| 17ª  | Annamaria Renna            | 53  | Disoccupata            | Capaccio Paestum  | Eliminata            |
| 17ª  | Dora Scinocca              | 38  | Maestra                | Bojano            | Eliminata            |

## Tabella eliminazioni
| 1  | Antonino   | Hasnaa     | Hasnaa     | Riccardo   | Riccardo   | Antonio    | Rong     | Martina  | Riccardo | Martina  | Martina  | Riccardo | Hasnaa   | Hasnaa   | Hasnaa   | Martina |  |  |  |  |  |  |  |  |  |  |  |  |  |  |  |  |  |  |  |  |  |  |  |  |  |  |  |  |  |  |  |  |  |  |  |  |  |  |  |  |  |  |  |  |  |  |  |  |  |  |  |  |  |  |  |  |  |  |  |  |  |  |  |  |  |  |  |  |  |  |  |  |  |  |  |  |  |  |  |  |  |  |  |  |  |  |  |  |  |  |  |  |  |  |  |  |  |  |  |  |  |  |  |  |  |  |  |  |  |  |  |  |  |  |  |  |  |  |
| 2  | Giusy      | Marty      | Antonio    | Antonio    | Hasnaa     | Hasnaa     | Sara     | Rong     | Martina  | Antonio  | Riccardo | Rong     | Martina  | Martina  | Martina  | Hasnaa  |  |  |  |  |  |  |  |  |  |  |  |  |  |  |  |  |  |  |  |  |  |  |  |  |  |  |  |  |  |  |  |  |  |  |  |  |  |  |  |  |  |  |  |  |  |  |  |  |  |  |  |  |  |  |  |  |  |  |  |  |  |  |  |  |  |  |  |  |  |  |  |  |  |  |  |  |  |  |  |  |  |  |  |  |  |  |  |  |  |  |  |  |  |  |  |  |  |  |  |  |  |  |  |  |  |  |  |  |  |  |  |  |  |  |  |  |  |  |
| 3  | Martina    | Sara       | Martina    | Hasnaa     | Sara       | Marty      | Alice    | Antonio  | Sara     | Hasnaa   | Hasnaa   | Hasnaa   | Riccardo | Riccardo | Riccardo |         |  |  |  |  |  |  |  |  |  |  |  |  |  |  |  |  |  |  |  |  |  |  |  |  |  |  |  |  |  |  |  |  |  |  |  |  |  |  |  |  |  |  |  |  |  |  |  |  |  |  |  |  |  |  |  |  |  |  |  |  |  |  |  |  |  |  |  |  |  |  |  |  |  |  |  |  |  |  |  |  |  |  |  |  |  |  |  |  |  |  |  |  |  |  |  |  |  |  |  |  |  |  |  |  |  |  |  |  |  |  |  |  |  |  |  |  |  |  |
| 4  | Riccardo   | Daniele    | Sara       | Rong       | Rong       | Rong       | Antonino | Hasnaa   | Rosario  | Riccardo | Rong     | Martina  | Rong     | Rong     |          |         |  |  |  |  |  |  |  |  |  |  |  |  |  |  |  |  |  |  |  |  |  |  |  |  |  |  |  |  |  |  |  |  |  |  |  |  |  |  |  |  |  |  |  |  |  |  |  |  |  |  |  |  |  |  |  |  |  |  |  |  |  |  |  |  |  |  |  |  |  |  |  |  |  |  |  |  |  |  |  |  |  |  |  |  |  |  |  |  |  |  |  |  |  |  |  |  |  |  |  |  |  |  |  |  |  |  |  |  |  |  |  |  |  |  |  |  |  |  |
| 5  | Cecilia    | Alice      | Olena      | Mariangela | Mariangela | Sara       | Antonio  | Antonio  | Antonio  | Rong     | Antonio  | Antonio  |          |          |          |         |  |  |  |  |  |  |  |  |  |  |  |  |  |  |  |  |  |  |  |  |  |  |  |  |  |  |  |  |  |  |  |  |  |  |  |  |  |  |  |  |  |  |  |  |  |  |  |  |  |  |  |  |  |  |  |  |  |  |  |  |  |  |  |  |  |  |  |  |  |  |  |  |  |  |  |  |  |  |  |  |  |  |  |  |  |  |  |  |  |  |  |  |  |  |  |  |  |  |  |  |  |  |  |  |  |  |  |  |  |  |  |  |  |  |  |  |  |  |
| 6  | Marty      | Cecilia    | Riccardo   | Antonino   | Rosario    | Antonino   | Hasnaa   | Rosario  | Rong     | Sara     | Sara     |          |          |          |          |         |  |  |  |  |  |  |  |  |  |  |  |  |  |  |  |  |  |  |  |  |  |  |  |  |  |  |  |  |  |  |  |  |  |  |  |  |  |  |  |  |  |  |  |  |  |  |  |  |  |  |  |  |  |  |  |  |  |  |  |  |  |  |  |  |  |  |  |  |  |  |  |  |  |  |  |  |  |  |  |  |  |  |  |  |  |  |  |  |  |  |  |  |  |  |  |  |  |  |  |  |  |  |  |  |  |  |  |  |  |  |  |  |  |  |  |  |  |  |
| 7  | Rong       | Antonio    | Marty      | Martina    | Antonio    | Riccardo   | Martina  | Sara     | Antonino | Antonino |          |          |          |          |          |         |  |  |  |  |  |  |  |  |  |  |  |  |  |  |  |  |  |  |  |  |  |  |  |  |  |  |  |  |  |  |  |  |  |  |  |  |  |  |  |  |  |  |  |  |  |  |  |  |  |  |  |  |  |  |  |  |  |  |  |  |  |  |  |  |  |  |  |  |  |  |  |  |  |  |  |  |  |  |  |  |  |  |  |  |  |  |  |  |  |  |  |  |  |  |  |  |  |  |  |  |  |  |  |  |  |  |  |  |  |  |  |  |  |  |  |  |  |  |
| 8  | Rosario    | Rosario    | Rong       | Sara       | Antonino   | Rosario    | Marty    | Marty    | Hasnaa   | Rosario  |          |          |          |          |          |         |  |  |  |  |  |  |  |  |  |  |  |  |  |  |  |  |  |  |  |  |  |  |  |  |  |  |  |  |  |  |  |  |  |  |  |  |  |  |  |  |  |  |  |  |  |  |  |  |  |  |  |  |  |  |  |  |  |  |  |  |  |  |  |  |  |  |  |  |  |  |  |  |  |  |  |  |  |  |  |  |  |  |  |  |  |  |  |  |  |  |  |  |  |  |  |  |  |  |  |  |  |  |  |  |  |  |  |  |  |  |  |  |  |  |  |  |  |  |
| 9  | Antonio    | Rong       | Cecilia    | Olena      | Martina    | Alice      | Riccardo | Riccardo | Marty    |          |          |          |          |          |          |         |  |  |  |  |  |  |  |  |  |  |  |  |  |  |  |  |  |  |  |  |  |  |  |  |  |  |  |  |  |  |  |  |  |  |  |  |  |  |  |  |  |  |  |  |  |  |  |  |  |  |  |  |  |  |  |  |  |  |  |  |  |  |  |  |  |  |  |  |  |  |  |  |  |  |  |  |  |  |  |  |  |  |  |  |  |  |  |  |  |  |  |  |  |  |  |  |  |  |  |  |  |  |  |  |  |  |  |  |  |  |  |  |  |  |  |  |  |  |
| 10 | Hasnaa     | Martina    | Antonino   | Rosario    | Alice      | Martina    | Rosario  | Alice    |          |          |          |          |          |          |          |         |  |  |  |  |  |  |  |  |  |  |  |  |  |  |  |  |  |  |  |  |  |  |  |  |  |  |  |  |  |  |  |  |  |  |  |  |  |  |  |  |  |  |  |  |  |  |  |  |  |  |  |  |  |  |  |  |  |  |  |  |  |  |  |  |  |  |  |  |  |  |  |  |  |  |  |  |  |  |  |  |  |  |  |  |  |  |  |  |  |  |  |  |  |  |  |  |  |  |  |  |  |  |  |  |  |  |  |  |  |  |  |  |  |  |  |  |  |  |
| 11 | Roberto    | Olena      | Mariangela | Alice      | Marty      | Mariangela |          |          |          |          |          |          |          |          |          |         |  |  |  |  |  |  |  |  |  |  |  |  |  |  |  |  |  |  |  |  |  |  |  |  |  |  |  |  |  |  |  |  |  |  |  |  |  |  |  |  |  |  |  |  |  |  |  |  |  |  |  |  |  |  |  |  |  |  |  |  |  |  |  |  |  |  |  |  |  |  |  |  |  |  |  |  |  |  |  |  |  |  |  |  |  |  |  |  |  |  |  |  |  |  |  |  |  |  |  |  |  |  |  |  |  |  |  |  |  |  |  |  |  |  |  |  |  |  |
| 12 | Sara       | Riccardo   | Daniele    | Marty      | Olena      |            |          |          |          |          |          |          |          |          |          |         |  |  |  |  |  |  |  |  |  |  |  |  |  |  |  |  |  |  |  |  |  |  |  |  |  |  |  |  |  |  |  |  |  |  |  |  |  |  |  |  |  |  |  |  |  |  |  |  |  |  |  |  |  |  |  |  |  |  |  |  |  |  |  |  |  |  |  |  |  |  |  |  |  |  |  |  |  |  |  |  |  |  |  |  |  |  |  |  |  |  |  |  |  |  |  |  |  |  |  |  |  |  |  |  |  |  |  |  |  |  |  |  |  |  |  |  |  |  |
| 13 | Daniele    | Mariangela | Alice      | Daniele    |            |            |          |          |          |          |          |          |          |          |          |         |  |  |  |  |  |  |  |  |  |  |  |  |  |  |  |  |  |  |  |  |  |  |  |  |  |  |  |  |  |  |  |  |  |  |  |  |  |  |  |  |  |  |  |  |  |  |  |  |  |  |  |  |  |  |  |  |  |  |  |  |  |  |  |  |  |  |  |  |  |  |  |  |  |  |  |  |  |  |  |  |  |  |  |  |  |  |  |  |  |  |  |  |  |  |  |  |  |  |  |  |  |  |  |  |  |  |  |  |  |  |  |  |  |  |  |  |  |  |
| 14 | Olena      | Antonino   | Rosario    | Cecilia    |            |            |          |          |          |          |          |          |          |          |          |         |  |  |  |  |  |  |  |  |  |  |  |  |  |  |  |  |  |  |  |  |  |  |  |  |  |  |  |  |  |  |  |  |  |  |  |  |  |  |  |  |  |  |  |  |  |  |  |  |  |  |  |  |  |  |  |  |  |  |  |  |  |  |  |  |  |  |  |  |  |  |  |  |  |  |  |  |  |  |  |  |  |  |  |  |  |  |  |  |  |  |  |  |  |  |  |  |  |  |  |  |  |  |  |  |  |  |  |  |  |  |  |  |  |  |  |  |  |  |
| 15 | Mariangela | Giusy      | Giusy      |            |            |            |          |          |          |          |          |          |          |          |          |         |  |  |  |  |  |  |  |  |  |  |  |  |  |  |  |  |  |  |  |  |  |  |  |  |  |  |  |  |  |  |  |  |  |  |  |  |  |  |  |  |  |  |  |  |  |  |  |  |  |  |  |  |  |  |  |  |  |  |  |  |  |  |  |  |  |  |  |  |  |  |  |  |  |  |  |  |  |  |  |  |  |  |  |  |  |  |  |  |  |  |  |  |  |  |  |  |  |  |  |  |  |  |  |  |  |  |  |  |  |  |  |  |  |  |  |  |  |  |
| 16 | Alice      | Roberto    |            |            |            |            |          |          |          |          |          |          |          |          |          |         |  |  |  |  |  |  |  |  |  |  |  |  |  |  |  |  |  |  |  |  |  |  |  |  |  |  |  |  |  |  |  |  |  |  |  |  |  |  |  |  |  |  |  |  |  |  |  |  |  |  |  |  |  |  |  |  |  |  |  |  |  |  |  |  |  |  |  |  |  |  |  |  |  |  |  |  |  |  |  |  |  |  |  |  |  |  |  |  |  |  |  |  |  |  |  |  |  |  |  |  |  |  |  |  |  |  |  |  |  |  |  |  |  |  |  |  |  |  |
| 17 | Annamaria  |            |            |            |            |            |          |          |          |          |          |          |          |          |          |         |  |  |  |  |  |  |  |  |  |  |  |  |  |  |  |  |  |  |  |  |  |  |  |  |  |  |  |  |  |  |  |  |  |  |  |  |  |  |  |  |  |  |  |  |  |  |  |  |  |  |  |  |  |  |  |  |  |  |  |  |  |  |  |  |  |  |  |  |  |  |  |  |  |  |  |  |  |  |  |  |  |  |  |  |  |  |  |  |  |  |  |  |  |  |  |  |  |  |  |  |  |  |  |  |  |  |  |  |  |  |  |  |  |  |  |  |  |  |
| 18 | Dora       |            |            |            |            |            |          |          |          |          |          |          |          |          |          |         |  |  |  |  |  |  |  |  |  |  |  |  |  |  |  |  |  |  |  |  |  |  |  |  |  |  |  |  |  |  |  |  |  |  |  |  |  |  |  |  |  |  |  |  |  |  |  |  |  |  |  |  |  |  |  |  |  |  |  |  |  |  |  |  |  |  |  |  |  |  |  |  |  |  |  |  |  |  |  |  |  |  |  |  |  |  |  |  |  |  |  |  |  |  |  |  |  |  |  |  |  |  |  |  |  |  |  |  |  |  |  |  |  |  |  |  |  |  |

Legenda:
     Il concorrente ha vinto la gara
     Il concorrente ha vinto la puntata ed ha diritto ad indossare il "grembiule blu"
     Il concorrente ha vinto la puntata ed anche la prova tecnica
     Il concorrente accede in finale
     Il concorrente ha vinto la prova tecnica ed è salvo
     Il concorrente è salvo ed accede alla puntata successiva (l'ordine di chiamata è casuale)
     Il concorrente figura tra gli ultimi 2, 3 o 4 classificati ed è a rischio eliminazione
     Il concorrente è stato eliminato al termine della prova creativa
     Il concorrente è stato eliminato al termine della prova tecnica
     Il concorrente è stato eliminato
     Il concorrente si è ritirato dalla gara
     Il concorrente si è classificato secondo
     Il concorrente si è classificato terzo
     Il concorrente accede alla finalissima
|               | 1         | 2         | 3         | 4         | 5         | 6        | 7     | 8         | 9         | 10        | 11        | 12        | Semifinale | Finale     | Grembiuli blu vinti |   |
| Prova Tecnica | N.D.      | Antonio   | Hasnaa    | Rosario   | Antonio   | Antonio  | Sara  | Rosario   | Riccardo  | Antonio   | Martina   | Rong      | Hasnaa     | N.D.       | Grembiuli blu vinti |   |
| Martina       | SALVA     | SALVA     | SALVA     | SALVA     | SALVA     | ULTIMI 3 | SALVA | PRIMA     | SALVA     | PRIMA     | PRIMA     | SALVA     | FINALISTA  | VINCITRICE | 3                   |   |
| Hasnaa        | SALVA     | PRIMA     | PRIMA     | SALVA     | SALVA     | SALVA    | SALVA | SALVA     | ULTIMI 3  | SALVA     | SALVA     | SALVA     | FINALISTA  | SECONDA    | 2                   |   |
| Riccardo      | SALVO     | SALVO     | SALVO     | PRIMO     | PRIMO     | SALVO    | SALVO | ULTIMI 3  | PRIMO     | SALVO     | SALVO     | SALVO     | FINALISTA  | TERZO      | 3                   |   |
| Rong          | SALVO     | SALVO     | SALVO     | SALVO     | SALVO     | SALVO    | PRIMO | SALVO     | SALVO     | ULTIMI 3  | SALVO     | SALVO     | FINALISTA  | QUARTO     | 1                   |   |
| Antonio       | SALVO     | SALVO     | SALVO     | SALVO     | SALVO     | PRIMO    | SALVO | SALVO     | SALVO     | SALVO     | ULTIMI 2  | ELIMINATO |            |            | 1                   | 1 |
| Sara          | SALVA     | SALVA     | SALVA     | SALVA     | SALVA     | SALVA    | SALVA | SALVA     | SALVA     | ULTIMI 3  | ELIMINATA |           |            |            | 0                   |   |
| Antonino      | SALVO     | ULTIMI 3  | SALVO     | SALVO     | SALVO     | SALVO    | SALVO | SALVO     | ULTIMI 3  | ELIMINATO |           |           |            |            | 0                   |   |
| Rosario       | SALVO     | SALVO     | ULTIMI 3  | SALVO     | SALVO     | SALVO    | SALVO | SALVO     | SALVO     | ELIMINATO |           |           |            |            | 0                   |   |
| Marty         | SALVA     | SALVA     | SALVA     | ULTIMI 3  | ULTIMI 3  | SALVA    | SALVA | ULTIMI 3  | ELIMINATA |           |           |           |            |            | 0                   |   |
| Alice         | ULTIMI 6  | SALVA     | ULTIMI 3  | ULTIMI 3  | ULTIMI 3  | ULTIMI 3 | SALVA | ELIMINATA |           |           |           |           |            |            | 0                   |   |
| Mariangela    | ULTIMI 6  | SALVA     | SALVA     | SALVA     | SALVA     | RITIRATA |       |           |           |           |           |           |            |            | 0                   |   |
| Olena         | ULTIMI 6  | SALVA     | SALVA     | SALVA     | ELIMINATA |          |       |           |           |           |           |           |            |            | 0                   |   |
| Daniele       | ULTIMI 6  | SALVO     | SALVO     | ELIMINATO |           |          |       |           |           |           |           |           |            |            | 0                   |   |
| Cecilia       | SALVA     | SALVA     | SALVA     | ELIMINATA |           |          |       |           |           |           |           |           |            |            | 0                   |   |
| Giusy         | SALVA     | ULTIMI 3  | ELIMINATA |           |           |          |       |           |           |           |           |           |            |            | 0                   |   |
| Roberto       | SALVO     | ELIMINATO |           |           |           |          |       |           |           |           |           |           |            |            | 0                   |   |
| Annamaria     | ELIMINATA |           |           |           |           |          |       |           |           |           |           |           |            |            | 0                   |   |
| Dora          | ELIMINATA |           |           |           |           |          |       |           |           |           |           |           |            |            | 0                   |   |

Legenda:
     Il concorrente ha vinto la gara
     Il concorrente ha vinto il grembiule blu
     Il concorrente si classifica terzo
     Il concorrente è salvo e accede alla puntata successiva
     Il concorrente, al termine di una prova, o della puntata, figura tra gli ultimi 2 o 3 classificati ed è a rischio eliminazione, ma si salva
     Il concorrente è stato eliminato al termine della puntata
     Il concorrente ha perso la sfida finale
     Il concorrente figura tra gli ultimi 2 al termine della prova creativa, ed è a rischio eliminazione
     Il concorrente è stato eliminato al termine della prova tecnica
     Il concorrente è stato eliminato al termine della prova creativa

## Riassunto episodi

### Episodio 1
Prima TV: 30 agosto 2019
In questo primo episodio i 18 migliori concorrenti qualificatisi nei casting sono stati suddivisi in tre batterie da 6. Per ogni batteria, i pasticceri selezionati dovevano riprodurre in versione creativa un grande classico della pasticceria e, al termine di ciascun turno, i due peggiori concorrenti hanno dovuto indossare un fazzoletto rosso.
Una volta svoltesi tutt'e tre le prove, i 6 pasticceri che nelle varie batterie si erano classificati come peggiori hanno dovuto sostenere un'ulteriore prova per determinare o meno la propria permanenza sotto il tendone.
- Prima batteria: torta Sacher
  - Concorrenti: Antonino, Daniele, Giusy, Martina, Olena, Riccardo
  - Peggiori: Daniele, Olena
- Seconda batteria: torta mimosa
  - Concorrenti: Annamaria, Cecilia, Mariangela, Marty, Rong, Rosario
  - Peggiori: Annamaria, Mariangela
- Terza batteria: zuccotto
  - Concorrenti: Alice, Antonio, Dora, Hasnaa, Roberto, Sara
  - Peggiori: Alice, Dora
- Lo spareggio: cavallo di battaglia in monoporzione
- Concorrenti eliminati: Annamaria, Dora

### Episodio 2
Prima TV: 6 settembre 2019
- La prova creativa: Chiffon cake
- La prova tecnica: torta Everest 8848[3]
- La prova sorpresa: torre dolce composta da barrette e alta almeno 18 piani[4]
- Concorrente eliminato: Roberto

### Episodio 3
Prima TV: 13 settembre 2019
- La prova creativa: teglia di pizza al taglio
- La prova tecnica: crostata rustica[5]
- La prova sorpresa: bancone da panetteria[6]
- Concorrente eliminato: Giusy

### Episodio 4
Prima TV: 20 settembre 2019
- La prova creativa: zuppa inglese
- La prova tecnica: torta Chiboust[7]
- La prova sorpresa: torta con una crema diversa per ciascuno[8]
- Concorrenti eliminati:
  - dopo la prova tecnica: Cecilia
  - dopo la prova sorpresa: Daniele

### Episodio 5
Prima TV: 27 settembre 2019
- La prova creativa: tre torte "furbe", partendo da un'unica base[9]
- La prova tecnica: torta di tagliatelle[10]
- La prova sorpresa: torta "svuota frigo"[11]
- Concorrente eliminato: Olena

### Episodio 6
Prima TV: 4 ottobre 2019
- La prova creativa: tre merende scolastiche
- La prova tecnica[12]: tarte al cioccolato ai sapori di Puglia[13][14]
- La prova sorpresa: un dolce problematico dalle edizioni precedenti[15]
- Concorrente eliminato: a causa del ritiro di Mariangela, nessuno viene eliminato

### Episodio 7
Prima TV: 11 ottobre 2019
- La prova creativa: torta di compleanno
- La prova tecnica: torta Saint Honoré esotica[16]
- La prova sorpresa: candy bar[17]
- Concorrente eliminato: i giudici decidono di non eliminare nessuno

### Episodio 8
Prima TV: 18 ottobre 2019
- La prova creativa: donuts, di cui due tipi al forno e uno fritto
- La prova tecnica: pizza contemporanea di Gabriele Bonci[18]
- La prova sorpresa: Naked cake[19]
- Concorrente eliminato: Alice

### Episodio 9
Prima TV: 25 ottobre 2019
- La prova creativa[20]: torta con le ciliegie di Vignola come protagoniste
- La prova tecnica: torta mielosa[21]
- La prova sorpresa: campana di calisson provenzali[22]
- Concorrente eliminato: Marty

### Episodio 10
Prima TV: 1º novembre 2019
In questa puntata, al termine di ogni prova, i giudici hanno decretato un peggiore, il quale non ha potuto disputare le prove seguenti. I tre concorrenti che sono stati definiti tali, al termine della puntata, hanno svolto una prova flash attraverso la quale è stato definito chi si è salvato e chi ha dovuto, invece, abbandonare il tendone.
- La prova creativa: crostata geometrica
  - Peggiore: Antonino
- La prova tecnica: Kransekake, dolce tipico norvegese[23]
  - Peggiore: Sara
- La prova sorpresa: cassetta di pasta frolla decorata con frutta[24]
  - Peggiore: Rong
- Lo spareggio: tre biscottini aromatizzati da servire con un caffè[25]
- Concorrenti eliminati:
  - dopo la prova tecnica: Rosario[26]
  - dopo lo spareggio: Antonino

### Episodio 11
Prima TV: 8 novembre 2019
- La prova creativa: Ruffle Cake
- La prova tecnica: torta Piña Colada
- La prova sorpresa: Chandelier Cake[27][28]
- Concorrente eliminato: Sara

### Episodio 12
Prima TV: 15 novembre 2019
Al termine di ogni prova, i giudici decretano un migliore. Questi ottiene un pass diretto per la semifinale e non deve disputare le prove seguenti.
- La prova creativa: torta con glassa a specchio
  - Migliore: Riccardo
- La prova tecnica: torta moderna al caffè[29]
  - Migliore: Rong
- La prova sorpresa: completare, imitandone colori e sapori, una torta a metà[30]
  - Migliore: Hasnaa
- La prova lampo: torta da creare contemporaneamente dettando a turno i passaggi[31]
  - Migliore: Martina
- Concorrente eliminato: Antonio

### Episodio 13 - Semifinale
Prima TV: 22 novembre 2019
- La prova creativa[32]: dolce che renda omaggio a un celebre personaggio Disney[33]
- La prova tecnica: Torta nuvola
- La prova sorpresa: replicazione di una torta senza poterla vedere[34]
- Concorrente eliminato: i giudici decidono di non eliminare nessuno

### Episodio 14 - Finale
- Prova creativa: torta che contenga i prodotti tipici della cucina campana[35]
- Prova tecnica: torta "Cocco, arachidi e ananas" di Antonino Cannavacciuolo
- Prova finale: quattro dolci differenti da inserire potenzialmente nel proprio libro di ricette[36]
- Primo classificato: Martina
- Secondo classificato: Hasnaa
- Terzo classificato[37]: Riccardo
- Quarto classificato[38]: Rong

## Quarto giudice
Una novità di questa edizione è la possibile presenza di puntata in puntata di un quarto giudice, il quale coadiuverà il terzetto fisso nella valutazione dei vari dolci, non partecipando però alla decisione dell'eliminato e del migliore dell'episodio. Di seguito vengono illustrati gli ospiti che hanno rivestito questo ruolo.
| Puntata    | Ospite                  | Professione                | Prove        |
| ---------- | ----------------------- | -------------------------- | ------------ |
| 1ª         | Carlo Beltrami          | Pasticcere                 | Spareggio    |
| 2ª         | Vittoria Aiello         | Pastry chef                | Tutte        |
| 3ª         | Gabriele Bonci          | Chef                       | Tutte        |
| 4ª         | Non presente            | Non presente               | Non presente |
| 5ª         | Benedetta Rossi         | Food blogger               | Tutte        |
| 6ª         | Non presente            | Non presente               | Non presente |
| 7ª         | Csaba dalla Zorza       | Scrittrice                 | Tutte        |
| 7ª         | Roberto Valbuzzi        | Chef                       | Sorpresa     |
| 7ª         | Diego Thomas            | Interior designer          | Sorpresa     |
| 8ª         | Gabriele Bonci          | Chef                       | Tutte        |
| 9ª         | Non presente            | Non presente               | Non presente |
| 10ª        | Non presente            | Non presente               | Non presente |
| 11ª        | Renato Ardovino         | Pasticcere e cake designer | Tutte        |
| 12ª        | Non presente            | Non presente               | Non presente |
| Semifinale | Non presente            | Non presente               | Non presente |
| Finale     | Antonino Cannavacciuolo | Chef                       | Creativa     |

## Ascolti
Auditel riferito a Real Time e Real Time +1.
| Puntata    | Messa in onda     | Telespettatori | Share |
| ---------- | ----------------- | -------------- | ----- |
| 1          | 30 agosto 2019    | 779.000        | 4,3%  |
| 2          | 6 settembre 2019  | 860.000        | 4,2%  |
| 3          | 13 settembre 2019 | 717.000        | 3,4%  |
| 4          | 20 settembre 2019 | 805.000        | 3,6%  |
| 5          | 27 settembre 2019 | 765.000        | 3,3%  |
| 6          | 4 ottobre 2019    | 770.000        | 3,2%  |
| 7          | 11 ottobre 2019   | 847.000        | 3,5%  |
| 8          | 18 ottobre 2019   | 869.000        | 3,6%  |
| 9          | 25 ottobre 2019   | 942.000        | 3,9%  |
| 10         | 1º novembre 2019  | 861.000        | 3,7%  |
| 11         | 8 novembre 2019   | 877.000        | 3,5%  |
| 12         | 15 novembre 2019  | 1.157.000      | 4,6%  |
| Semifinale | 22 novembre 2019  | 947.000        | 3,9%  |
| Finale     | 29 novembre 2019  | 1.138.000      | 4,7%  |
| Media      | Media             | 881.000        | 3,81% |

- Con il 4,30% si share, la premiere di questa edizione risulta la più vista nella storia del programma (a pari merito con la quinta edizione).